# Stefano Gallarini
Stefano Gallarini (Milano, 1964) è un giornalista, conduttore radiofonico, conduttore televisivo regista italiano.

## Biografia
Per cinque anni copywriter alla RSCG, l'agenzia pubblicitaria che in Italia aveva come Direttore Creativo Marco Mignani, è diventato poi direttore di molte testate legate al mondo dei videogiochi come ZZap! e The Games Machine.
Grande appassionato di tecnologia, illusionismo e musica, per la casa editrice Xenia concepisce e dirige anche testate nuove come Consolemania, CD Magazine e PC Action, oltre a pubblicare nel 1994 un saggio sulla realtà virtuale.
È noto per aver portato i videogiochi in televisione con il programma TV trasmesso da Italia 7 USA Today. Nel programma "B&G" in onda su RTL 102.5, condotto insieme ad Angelo Baiguini, è stato il primo a volere l'interazione con una delle primissime "chat" e successivamente ha portato l'idea a "Radio Italia Network" con il programma "RIN.IT" dove venne creata una chat apposita per interagire con il programma che valse al sito della radio il premio come miglior sito web radiofonico di quell'anno.
Lasciata la Xenia passa alla televisione dove scrive e conduce per Italia 7 prima e Odeon TV dopo, USA Today, un programma dove si parla di cinema, musica e videogiochi che ha il suo maggior successo nella terza edizione, dove a condurlo c'era anche Giorgio Mastrota.
Nel 1992 approda a Italia Uno come conduttore e autore di Unomania insieme a Raffaella Corradini e Federica Panicucci ai quali seguono Mitico!, Smile, Village, Planet e Fuego. Proprio Planet e Village ricevono rispettivamente una menzione speciale del Premio giornalistico televisivo Ilaria Alpi e il Premio "Penne Pulite".
Passa poi al canale satellitare MT Channel dove scrive e conduce due trasmissioni; una sui videogiochi, Gamet e una sulla tecnologia, E-Side; restando a tema videogiochi, nel 2006 compare nel videogioco FIFA Street 2 come speaker radiofonico di una delle stazioni messe a disposizione dal gioco.
Nel frattempo prosegue il suo cammino come conduttore e autore di format e giochi radiofonici su emittenti come RTL 102,5, Station One, Radio Capital, RIN Radio Italia Network, Play Radio e Radio 24 con il programma Il Riposo del Guerriero, durante il quale ha intervistato oltre 1500 figure del panorama culturale italiano.
Da luglio 2014 è fra i conduttori di Radio Monte Carlo Network e attualmente è in onda il sabato e la domenica dalle 7 alle 10.
Su RMC è stato conduttore con Erina Martelli del programma "L'Intruso" insieme al giornalista Filippo Facci.
È stato collaboratore del mensile italiano Gente Motori ed editorialista del mensile di informazione tecnologica T3.
Sua è l'ideazione e la regia dello show magico The Illusionist che è stato presente per sette anni all'interno del parco a tema Movieland di Lazise e vincitore del Parksmania Award 2009 come miglior show.
Da luglio 2010 Stefano e suo fratello Cesare hanno aperto la società di creazione eventi Eventi Oltreconfine e costituito un collettivo di varietà artistico denominato MaBuKa', Magia, Burlesque, Cabaret.
Nel 2012, sotto la direzione artistica di Paolo Carta, è stato consulente alla regia e alla creazione degli show di Gardaland.
Nella stagione 2014 è stato Direttore Artistico del Parco a Tema Movieland di Lazise sul Garda.
È coordinatore editoriale e voce di VGP Play, la piattaforma video gratuita dove viene raccontato il mondo dei videogiochi e della tecnologia come non è mai stato fatto prima, ovvero, attraverso le parole dei protagonisti che hanno creato le basi e contribuito all’evoluzione del settore.